# حمى المقصورة (فلم 2002)
حمى الكوخ (بالإنجليزية: Cabin Fever) هو فيلم رعب تم إنتاجه في الولايات المتحدة وصدر سنة 2002 بطولة رايدر سترونغ وسيرانا فنسنت وجوردن لاد.

## القصة
تدور أحداث الفيلم حول خمسة خريجي جامعة، يستأجرون مقصورة في الغابة، حيث تبدأ أحداثٌ مرعبة يقعون خلالها ضحية لفيروس أكل اللحم.

## الميزانية والإيرادات
كلف الفيلم 1.5 مليون دولار و حقق ارباح تقدر بـ 30 مليون دولار.

## وصلات خارجية
- مقالات تستعمل روابط فنية بلا صلة مع ويكي بيانات

حمى الكوخ على IMDb
حمى الكوخ على Rotten Tomatos